# Константинова, Валентина Семёновна
Константинова Валентина Семёновна ( неизвестно, Аткарск — 14 февраля 2004, Саратов) — советский и российский учёный-правовед, доктор юридических наук, профессор кафедры гражданского права Саратовской государственной академии права.

## Биография
Валентина Семёновна Константиновна родилась в городе Аткарске Саратовской области.
- 1947 год — 1951 год — учёба в Харьковском механико-технологическом техникуме.
- 1951 год — 1958 год — нормировщица Саратовской трикотажной фабрики.
- 1957 год — окончание заочного факультета Саратовского юридического института имени Д. И. Курского.
- 1958 год — 1963 год — госарбитр Госарбитража при Саратовском облисполкоме.
- 1963 год — 1967 год — начальник юридического отдела Саратовского завода электроагрегатного машиностроения.
- 1967 год — 1970 год — учёба в аспирантуре Саратовского юридического института имени Д. И. Курского.
- 1970 год — защита диссертации на соискание учёной степени кандидата юридических наук на тему «Вина как условие ответственности по обязательствам поставки».
- 1979 год — 1974 год — преподаватель кафедры гражданского права СЮИ.
- 1974 год — 1995 год — доцент кафедры гражданского права СЮИ.
- 1989 год — защита диссертации на соискание учёной степени доктора юридических наук на тему «Гражданско-правовое обеспечение исполнения хозяйственных обязательств».
- С 1995 года — профессор кафедры гражданского права Саратовской государственной академии права.

В научные интересы Константиновой В. С. входило изучение проблем исполнения хозяйственных обязательств, обеспечения исполнения гражданско-правовых договоров, ответственности за нарушения договорных обязательств.
Умерла в городе Саратове.

## Избранные публикации

### Авторефераты диссертаций
- Константинова В. С. Вина как условие ответственности по обязательствам поставки. Автореф. дис. … канд. юрид. наук. — Саратов: СЮИ им. Д. И. Курского, 1970. — 25 с.
- Константинова В. С. Гражданско-правовое обеспечение исполнения хозяйственных обязательств. Автореф. дис. … д-ра. юрид. наук. — Свердловск: Свердловский юрид. ин-т им. Р. А. Руденко, 1989. — 31 с.

### Монографии, учебные пособия
- Коллектив авторов. Право и качество продукции / ред. В. И. Новосёлов. — М.: Юридическая литература, 1972. — 248 с.
- Константинова В. С., Максименко С. Т., Никитина В. П. Правовые вопросы материального стимулирования деятельности предприятий / ред. В. П. Никитина. — Саратов: Издательство СГУ, 1981. — 104 с.
- Коллектив авторов. Хозяйственный механизм и гражданское право / ред. Ю. Х. Калмыков. — Саратов: Издательство СГУ, 1986. — 152 с.
- Константинова В. С. Правовое обеспечение хозяйственных обязательств / ред. В. А. Тархов. — Саратов: Издательство СГУ, 1987. — 177 с.
- Быкова Т. А., Константинова В. С., Хмелёва Т. И. Гражданско-правовой договор в сфере предпринимательской деятельности. — Саратов: РИГП «Абрис», 1996. — 36 с. — ISBN 5-207-00234-1.
- Быкова Т. А., Константинова В. С., Хмелёва Т. И. Сборник нормативных актов по гражданскому праву. Ч. 1. — Саратов: РИГП «Абрис», 1996. — 341 с. — ISBN 5-207-00228-7.
- Быкова Т. А., Константинова В. С., Хмелёва Т. И. Сборник нормативных актов по гражданскому праву. Ч. 2. — Саратов: РИГП «Абрис», 1996. — 263 с. — ISBN 5-207-00232-5.
- Быкова Т. А., Константинова В. С., Хмелёва Т. И. Учебное пособие по курсу «Гражданское право». — Саратов: Приволжское книжное издательство, 1998. — ISBN 5-7633-0823-9.
- Быкова Т. А., Константинова В. С., Хмелёва Т. И. Учебное пособие по курсу «Гражданское право». — Саратов: Приволжское книжное издательство, 2000. — ISBN 5-7633-0869-7.

### Статьи
- Константинова В. С. Принципы гражданско-правовой ответственности по договору поставки // Учёные записки Саратовского юридического института им. Д. И. Курского. Вып. 19. Ч. 1 : сборник. — Саратов: Издательство СЮИ им. Д. И. Курского, 1970. — С. 129—137.
- Константинова В. С. Имущественная ответственность за безнарядный отпуск продукции и товаров народного потребления // Учёные записки Саратовского юридического института им. Д. И. Курского. Вып. 19. Ч. 2 : сборник. — Саратов: Издательство СЮИ им. Д. И. Курского, 1970. — С. 87—94.
- Коллектив авторов. Базарбаев Б. Б. и др. Советское гражданское право Казахской ССР / Б. Б. Базарбаев, Ю. Г. Басин, А. И. Беспалова, М. А. Ваксберг, У. К. Ихсанов, М. Г. Масевич, С. И. Меерзон, Г. И. Тулеугалиев. — Алма-Ата, 1968—1971. — 692 с. (Рецензия) // Правоведение : научный журнал. — Л., 1972. — № 6. — С. 144—146.
- Гордон А., Константинова В. Поставка или подряд? // Хозяйство и право : научный журнал. — М., 1979. — № 4. — С. 67—69.
- Коллектив авторов. В. А. Тархов. Гражданские права и ответственность. Уфа: Изд-во Уфим. ВШ МВД РФ, 1996. 124 с. (Рецензия) // Государство и право : научный журнал. — М., 1997. — № 2. — С. 115—116.